# Пьецух, Вячеслав Алексеевич
Вячеслав Алексеевич Пье́цух (18 ноября 1946, Москва — 29 сентября 2019) — русский писатель, редактор, репортёр, педагог.

## Биография
Родился в семье лётчика-испытателя.
В 1970 году окончил исторический факультет Московского государственного педагогического института.
Около десяти лет работал учителем истории в школе.
Затем — корреспондентом радио, литературным консультантом (впоследствии — главным редактором) в журнале «Сельская молодёжь».
С января 1993 года по июль 1995 года был главным редактором журнала «Дружба народов».
Литературным творчеством начал заниматься с 1973 года, публиковаться — с 1978.
Первая публикация — рассказ «Обманщик», который был напечатан в журнале «Литературная учёба», № 5, 1978.
Произведения Вячеслава Пьецуха публиковались в журналах «Новый мир», «Дружба народов», «Знамя», «Октябрь», «Волга», «Столица», «Сельская молодёжь», в альманахе «Конец века», в сборнике «Зеркала».
В дальнейшем вышли в свет книги: «Алфавит» (1983), «Весёлые времена» (1988), «Новая московская философия» (1989), «Предсказание будущего» (1989), «Центрально-Ермолаевская война» (1989), «Роммат» (1990), «Я и прочее» (1990), «Циклы» (1991), «Государственное Дитя» (1997), «Русские анекдоты» (2000), «Заколдованная страна» (2001), «Дурни и сумасшедшие. Неусвоенные уроки родной истории» (2006), «Деревенские дневники» (2007), «Догадки» (2008), сборник «Жизнь замечательных людей» (2008).
Являлся членом Союза писателей СССР (с 1988), Русского ПЕН-центра.
Пьецух увязывает изображение необыкновенных, подчас абсурдных современных ситуаций с событиями из русской истории. Он обладает даром взаимозаменять реальное и вымышленное и может резко и неожиданно изменять ход действия.
Был членом редколлегии книжной серии «Анонс» (1989—1990), общественного совета «Литературной газеты» (1990—1997), членом общественного совета журнала «Вестник Европы» (2001—2019).
Являлся членом Комиссии по Государственным премиям Российской Федерации.
Скончался 29 сентября 2019 года на 73-м году жизни. По словам жены Ирины Ефимович, причиной смерти стал цирроз печени. Похороны прошли 1 октября 2019 года в деревне Никифоровское Зубцовского района Тверской области, где писатель любил жить и работать.

## Премии
- Премия фонда «Знамя» (1996),
- Премия журнала «Золотой век» (1994),
- Премия журнала «Огонёк» (1997),
- Премия журнала «Октябрь» (2000),
- Новая Пушкинская премия (2007),
- «Национальная экологическая премия имени Владимира Вернадского» (Неправительственного экологического фонда имени В. И. Вернадского при поддержке Комитета Государственной Думы по экологии) (2009),
- Премия «Триумф» (2010)[5].

## Сочинения

### Книги
- «Алфавит», М., Советский писатель, 1983 (сборник) — 234 с., 30 000 экз.
- «Весёлые времена», М., Московский рабочий, 1988 (сборник) — 240 с., 50 000 экз.
- «Новая московская философия», М., Московский рабочий, 1989 (роман) — 338 с.
- «Литературные мечтания» Белинского. М., Московский рабочий, 1989. — 48 с., 50 000 экз.
- Предсказание будущего, М., Молодая гвардия, 1989. — 320 с., 100 000 экз.
- Центрально-Ермолаевская война. М., Правда, 1989. — 48 с.
- «Ром-мат», М., «Вся Москва», 1990 (роман) — 160 с., 100 000 экз.
- «Я и прочее», М., Художественная литература, 1990. — 336 с. — 150 000 экз.
- Циклы. М., РИК Культура, 1991. — 304 с.
- Государственное дитя. М., Вагриус, 1997—448 с., 5 000 экз.
- Русские анекдоты. СПб., Блиц, 2000—192 с.
- Заколдованная страна. М., Центрполиграф, 2001. — 540 с.
- Плагиат. — НЦ ЭНАС-Глобулус, 2005
- Низкий жанр. Зебра Е, 2006
- Дневник читателя. НЦ ЭНАС, 2006
- Дурни и сумасшедшие. НЦ ЭНАС, 2006
- Жизнь замечательных людей. НЦ ЭНАС, 2006
- Деревенские дневники. — Глобулус, 2007
- Догадки. — НЦ ЭНАС — Глобулус, 2007
- Русская тема. — Глобулус, 2008
- Левая сторона. — НЦ ЭНАС, 2008
- Искусство существования. НЦ ЭНАС, 2009
- «Суть дела», НЦ ЭНАС, 2011 (сборник)
- «Собрание сочинений в десяти томах», М., Зебра Е,Хорошая книга, 2016
- «2016.Рассказы, повести, эссе», М., Зебра Е, 2016
- «Русские анекдоты», М.,Зебра Е, Галактика, Буксир, 2017
- «2017 год, или В ПОИСКАХ ВЕРЫ. Избранная проза», М., Зебра Е, Галактика, 2017
- «Колыма. Избранная проза», М.,Зебра Е, 2017
- «Часослов», М.,Зебра Е, 2019

### Собрание сочинений
- Собрание сочинений в 12 томах. — М.: Хорошая книга, Зебра Е, 2010—2021. — ISBN 978-5-906339-86-7

### Экранизации
- «Ты да я, да мы с тобой» (2001, короткометражный, по рассказу «Двое из будки 9-го километра»)
- «Квартира» (сериал, 1992, по роману «Новая московская философия»)